# スパークだ!
「スパークだ!」は、2014年7月16日にユニバーサルシグマから発売されたクレイジーケンバンド17枚目のシングル。
及び、2014年6月・7月に、NHKの音楽番組『みんなのうた』で放送された楽曲。
DVD付初回限定盤と通常盤2形態で発売。

## 概要
NHKの音楽番組『みんなのうた』に提供。
シングルとしては前作「ま、いいや」から1年半を経て発売された。
アルバム『Spark Plug』からの先行シングル。
ミュージック・ビデオは発売当時、ショートヴァージョンでのアップだったが、発売から10年を経てフルヴァージョンが解禁された

## 収録曲
作詞・作曲：横山剣
編曲：横山剣/小野瀬雅生（特記以外）

### CD
1. スパークだ![5]
2. no comment[6]
3. 浮いてウキウキ
作詞：梅沢俊敬/横山剣[7]
4. 中古自動車販売士のうた
作詞：北島雅弘/横山剣[8]
5. CRAZY KEN BAND's Information
6. スパークだ! （KARAOKE）
7. no comment （KARAOKE）

### DVD
1. スパークだ!（ミュージック・ビデオ）
2. making of 「スパークだ!」ミュージック・ビデオ&アーティスト・フォト